# Brasileira (Piauí)
Brasileira es un municipio brasileño del estado del Piauí. Se localiza a una latitud 04º07'54" sur y a una longitud 41º46'52" oeste, estando a una altitud de 180 metros. Su población estimada en 2004 era de 6 983 habitantes. Posee un área de 880,893 km².

## Carreteras
- BR-343

## Administración
- Prefecto: Messias Ribeiro Batista Hijo (2005/2008)
- Viceprefecto:
- Presidente de la cámara: (2007/2008)